# Becontree (métro de Londres)
Becontree (en anglais : Becontree tube station ou Becontree Underground Station), est une station de la ligne District du métro de Londres, en zone 5 Travelcard. Elle est située sur la Gale Street, à Becontree, sur le territoire du borough londonien de Barking et Dagenham, dans le Grand Londres.

## Situation sur le réseau
La station Becontree de la ligne District du métro de Londres est située : sur tronçon principal de la ligne District, entre la station Upney, en direction de la station de bifurcation Earl's Court et la station Dagenham Heathway en direction du terminus est Upminster.

Plans de la ligne, du métro et des transports à Londres
Ligne District.
Métro.
Réseaux de Londres.

## Histoire
Une gare dénommée Gale Street est mise en service le 28 juin 1926 par le London Midland & Scottish Railway. Elle est renommée Becontree  le 18 juillet 1932. La station Becontree du métro est mise en service le 12 septembre 1932,.

## Services aux voyageurs

### Accès et accueil
L'entrée principale de la station est située sur la Gale Street, à Becontree.

### Desserte
La station  Becontree est desservie par les rames de la ligne District du métro de Londres circulant sur les relations Wimbledon ou Richmond ou Ealing Broadway et Upminster

Dessertes
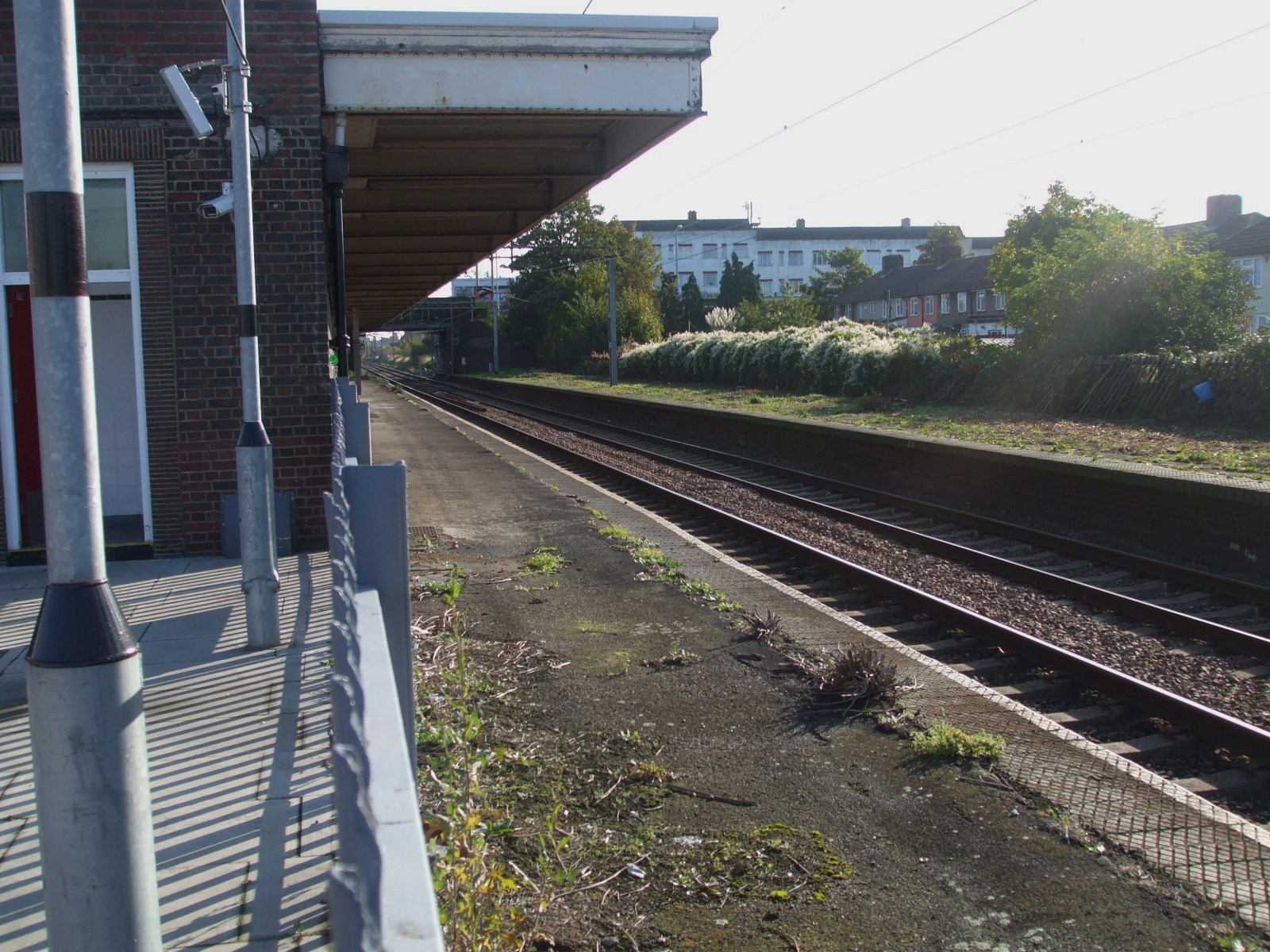
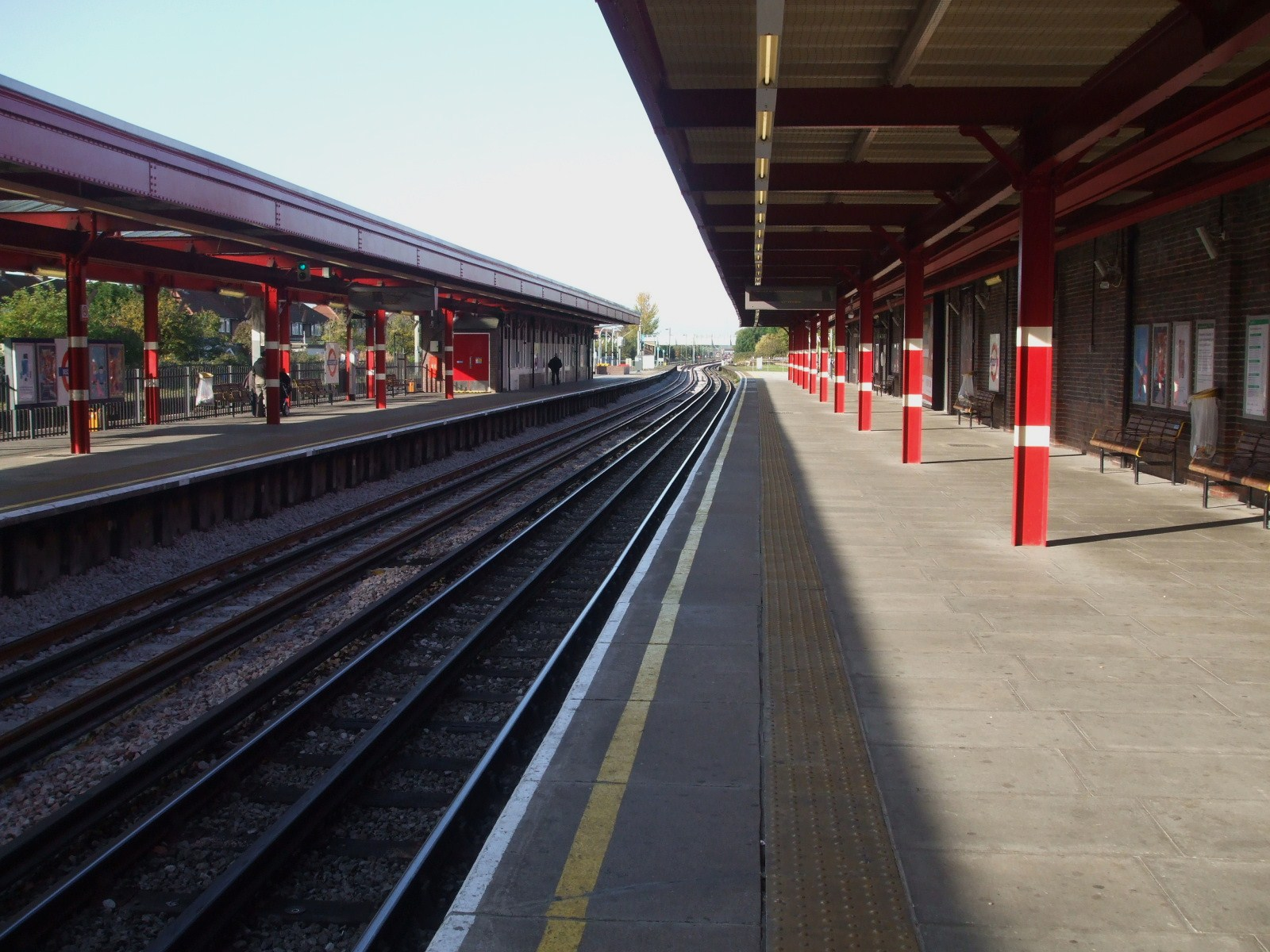
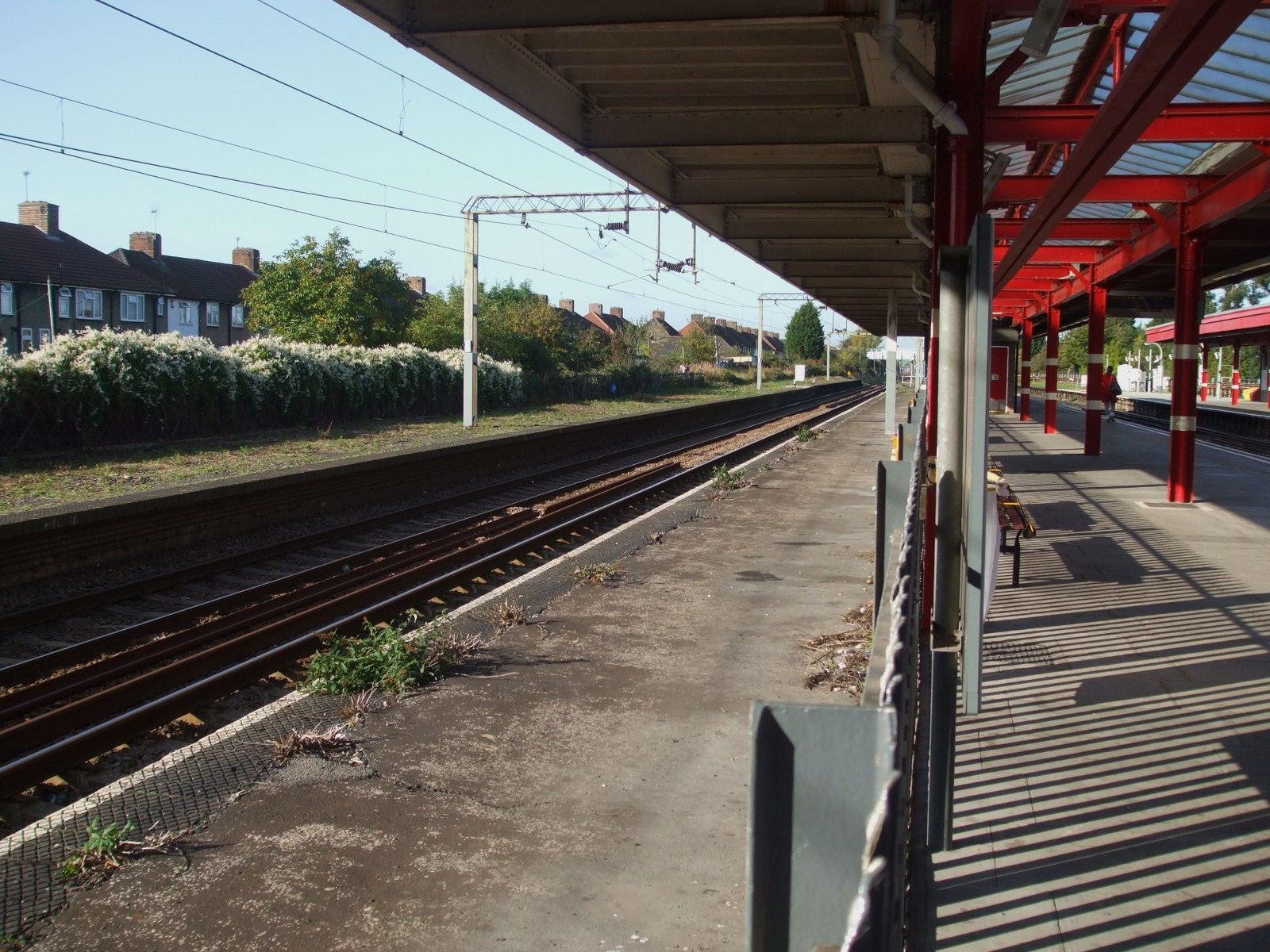

### Intermodalité
Elle est desservie par des autobus de Londres des lignes 62 et 145.

## À proximité
- Becontree